# سزا
سولانا إمني رو (Solâna Imani Rowe) وتعرف أكثر باسمها المستعار سِزا (SZA) وهو نطق دارج لكلمة "scissors" سِزُرْزْ ومعناها «مقص» بالإنجليزية ويقول البعض مخطئا أس زي أي. سِزا هي مغنية وكاتبة أغاني بأسلوب ريذم أند بلوز من الولايات المتحدة من مواليد 8 نوفمبر 1989. وُلدت في سانت لويس بولاية ميزوري الأميركية، ثم انتقلت إلى مدينة مايپلود بولاية نيوجارزي الأميركية. في أكتوبر 2012، أصدرت أسطوانتها المطولة الأولى واسمها See.SZA.Run التي تلتها أسطوانتها المطولة الثانية بعنوان S في أبريل 2013. في أبريل 2014، أصدرت أسطوانتها المطولة الثالثة واسمها Z.
يوم 9 يونيو 2017، أصدرت ألبومها الأول Ctrl ومدحه جميع نقاد الموسيقى.

## روابط خارجية
- سزا على موقع IMDb (الإنجليزية)
- سزا على موقع ألو سيني (الفرنسية)
- سزا على موقع ميوزك برينز (الإنجليزية)
- سزا على موقع أول ميوزيك (الإنجليزية)
- سزا على موقع ديسكوغز (الإنجليزية)